# Cymindis borealis
Cymindis borealis es una especie de coleóptero de la familia Carabidae. Tienen dimorfismo alar, pero son raros los que tienen alas normales.

## Distribución y hábitat
Se encuentra en Canadá y en el noreste y noroeste de Estados Unidos.
Habita lugares arenosos o de vegetación herbácea baja.